# Дун Юэ
Дун Юэ (кит. трад. 董說, упр. 董说, пиньинь Dǒng Yuè; 1620—1686) — китайский писатель и монах, живший на рубеже империй Мин и Цин, автор философско-фантастического и пародийно-сатирического романа «Дополнение к Путешествию на Запад» (1641).

## Биография
Дун Юэ родился и вырос в уезде Учэн Ханчжоуской управы (территория современного городского округа Хучжоу провинции Чжэцзян) на востоке Китая, в именитой, но обедневшей семье. С детства отличался незаурядными способностями: в четыре года прочитал и выучил первую книгу — буддийскую сутру.
В 1639 году попытался сдать экзамен, который позволил бы ему поступить на государственную службу, но потерпел неудачу.
В 1641 году опубликовал роман «Дополнение к Путешествию на Запад».
В 1656 году постригся в монахи и до конца жизни странствовал в горах.
Дун Юэ отличался эксцентричностью, «например привычкой присваивать людям и предметам разные необычные прозвища. Себе он придумал более двадцати имён, но чаще всего звался Юй Умином, что означает „Я Безымянный“».

## «Дополнение к Путешествию на Запад»
В 1641 году Дун Юэ опубликовал небольшой роман из 16 глав Дополнение к Путешествию на Запад, действие которого происходит между 61-й и 62-й главами «Путешествия на Запад» У Чэнъэня.

## Переводы
- Новые приключения Царя обезьян / пер. с кит. В. В. Малявина; прим. И. Смирнова // Зарубежный Восток. Литературная панорама. Вып. 18 / сост. Т. Редько. М.: Художественная литература, 1990. С. 613—740. 
  - Новые приключения Царя обезьян / пер. с кит. В. В. Малявина // Книга Прозрений / пер. с кит.; сост. В. В. Малявин. М.: Наталис, 1997.